# 萊博瓦
萊博瓦 （Lebowa）是南非在種族隔離時期建立的一個班圖斯坦，位於德蘭士瓦。1972年宣佈「自治」，1994年重返南非，被劃入林波波省。